# 王家园水库

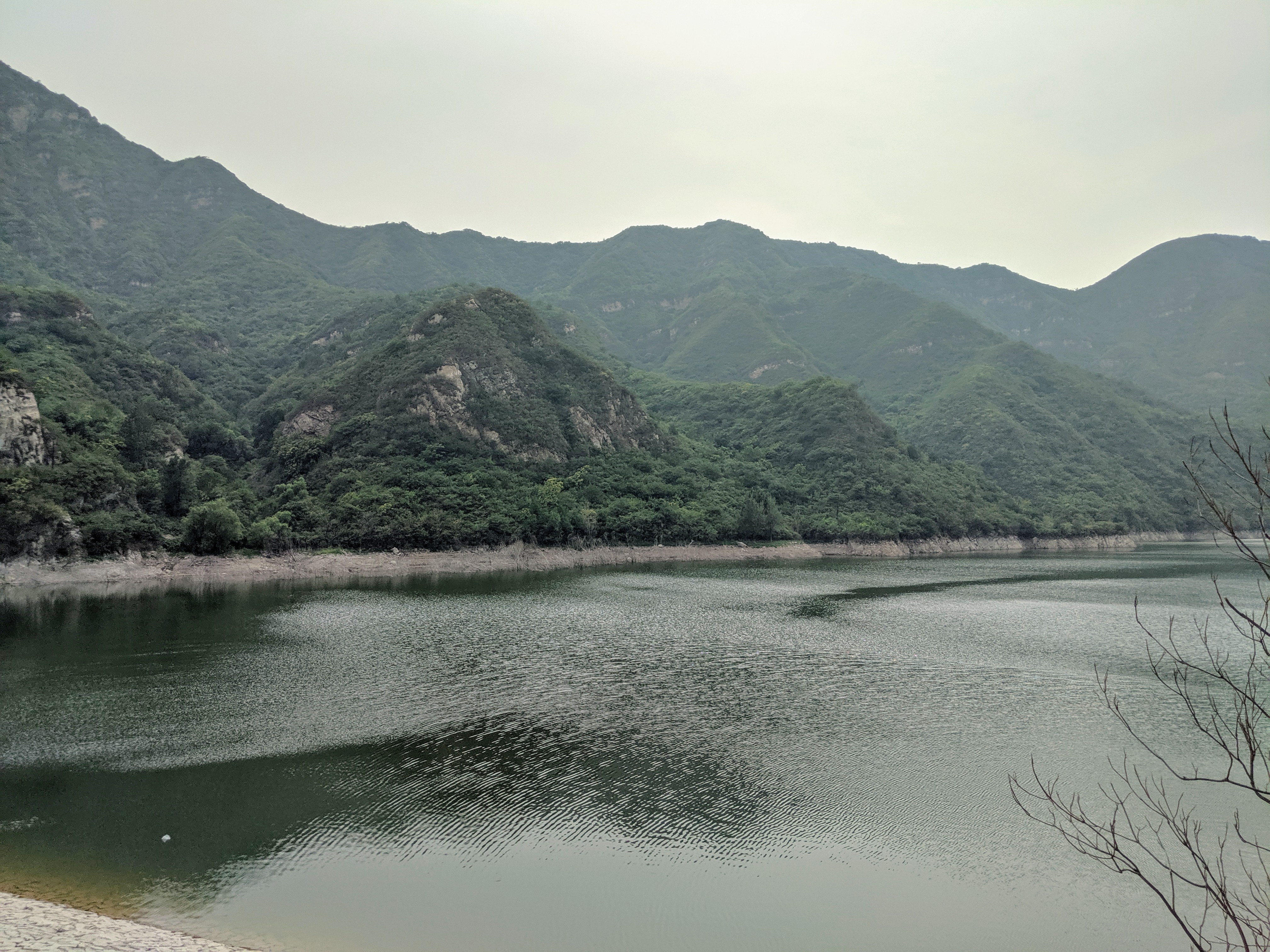
王家园水库

王家园水库是位于北京市昌平区流村镇的水库，拦截北沙河的支流白洋城沟。
王家园水库于1960年建成。水库总面积42万平方米，库容526万立方米，控制流域面积43平方公里。有主坝、溢洪道、输水管发电站各一座。主坝位于王家园村，高37米，顶长164米。年供水300万立方米。
在2023年京津冀暴雨期间，北京市记录到的降雨量极值出现在此地，为744.8毫米。